# Réserve naturelle de l'Insugherata
 (février 2017).
Si vous disposez d'ouvrages ou d'articles de référence ou si vous connaissez des sites web de qualité traitant du thème abordé ici, merci de compléter l'article en donnant les références utiles à sa vérifiabilité et en les liant à la section « Notes et références ».
La réserve naturelle de l'Insugherata (italien : Riserva naturale dell'Insugherata) est une zone naturelle protégée de la région du Latium, établie le 6 octobre 1997. 
Elle occupe une superficie de 740 ha, située sur le territoire de la municipalité de Rome, près des zones Ottavia et Tomba di Nerone.  Elle possède de nombreux vestiges archéologiques et est également un couloir naturel entre la zone urbanisée au nord de Rome et le système naturel Véio-Cesano, au nord-ouest de la capitale. Le nouveau périmètre et les récents travaux de la GRA (Grande Raccordo Anulare) ont considérablement réduit l'aire protégée au nord de la rocade.

## Histoire
La réserve a été établie par la loi régionale en 1997, et est gérée par l'Ente Regionale Romanatura ; des activités éducatives et des visites guidées ont été organisées, de 2000 à 2004 et 2008 à 2011[réf. nécessaire]. 
L'Ente Regionale Romanatura garantit une meilleure protection de l'environnement, même si elle a été rendue possible par la restauration de la clôture de la propriété privée longeant une partie de son périmètre, entraînant en conséquence une limitation de l'accessibilité. L'occupation du parc est alors partiellement compromise, bien qu'un protocole ait été signé entre les propriétaires et RomaNatura.

## Faune
- Mammifères : renard, belette, porc-épic, sanglier. Chez les rongeurs on peut citer : loir, souris, campagnol de Savi - et des insectivores comme la taupe, la musaraigne, le hérisson.
- Oiseaux : régulièrement on aperçoit quatre espèces d'oiseaux de proie nocturnes : Chouette hulotte, chouette effraie, chouette chevêche, petit duc. On voit régulièrement d'importantes colonies de guêpiers, huppes fasciées, faucons, pic épeiche, coucou,  pic vert, poule d'eau, milan noir.
- Reptiles : serpent d'eau, vipère aspic, lézard vert, couleuvre.
- Amphibiens : crapaud commun, grenouille verte, rainette, salamandre.

## Flore
Plus de 630 espèces sont recensées. Parmi elles, 44 sont propres à la réserve.  

## Accès
Il y a officiellement quatre accès. En fait, certains sont fermés ou sont rouverts, de manière informelle, par les résidents dans les clôtures de la propriété privée, en attendant de nouveaux développements. Le plus accessible est celui de la via Castagnola.

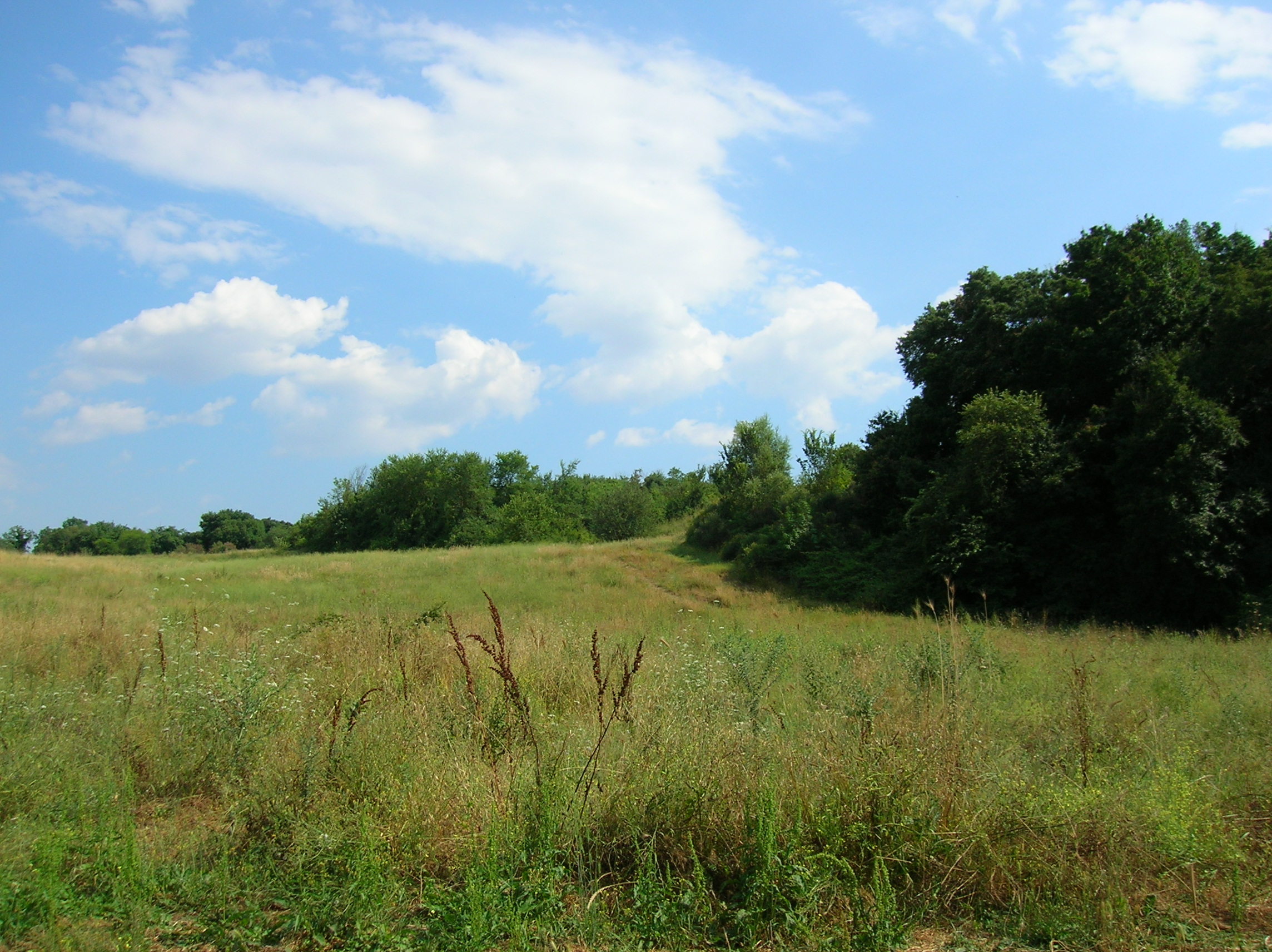
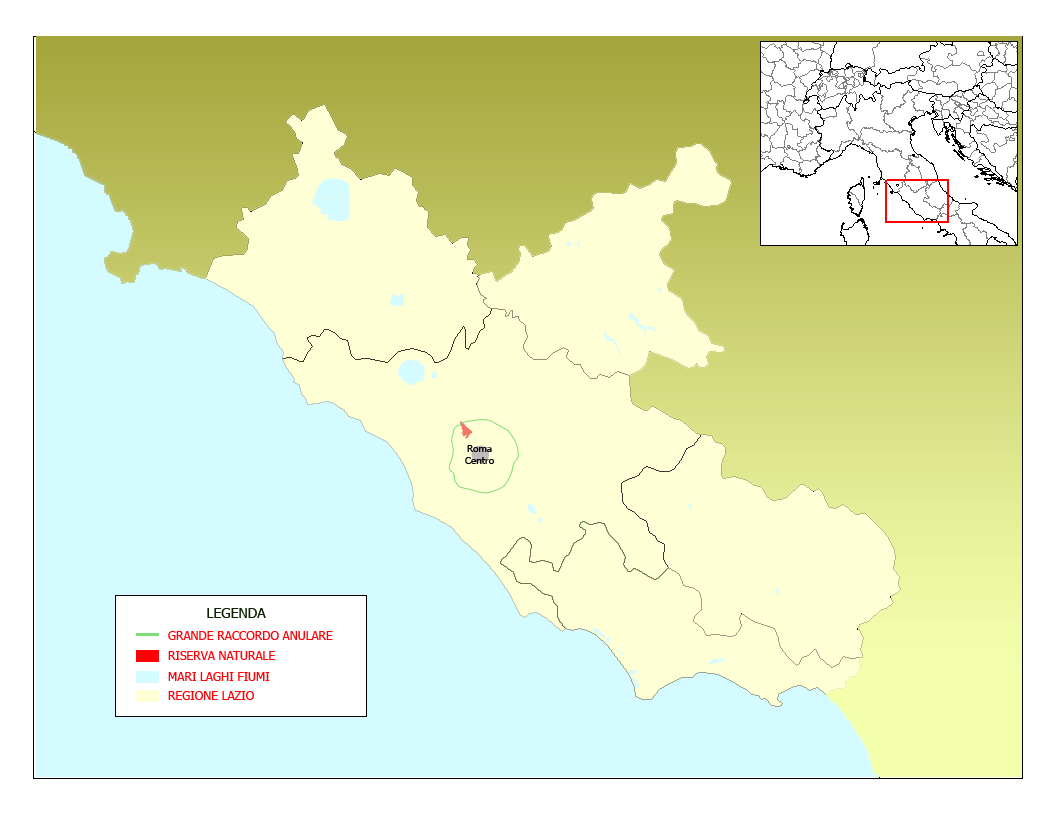
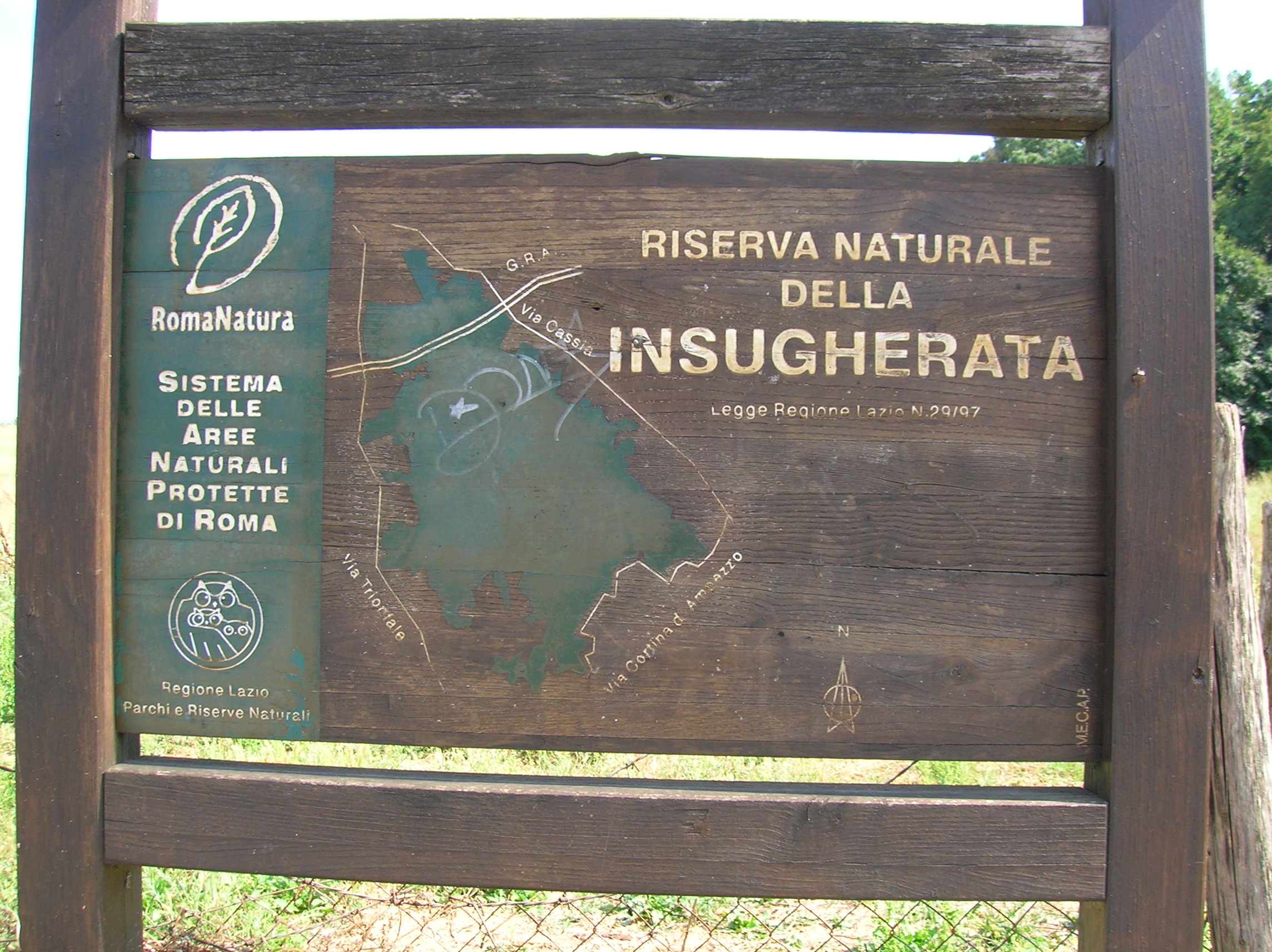
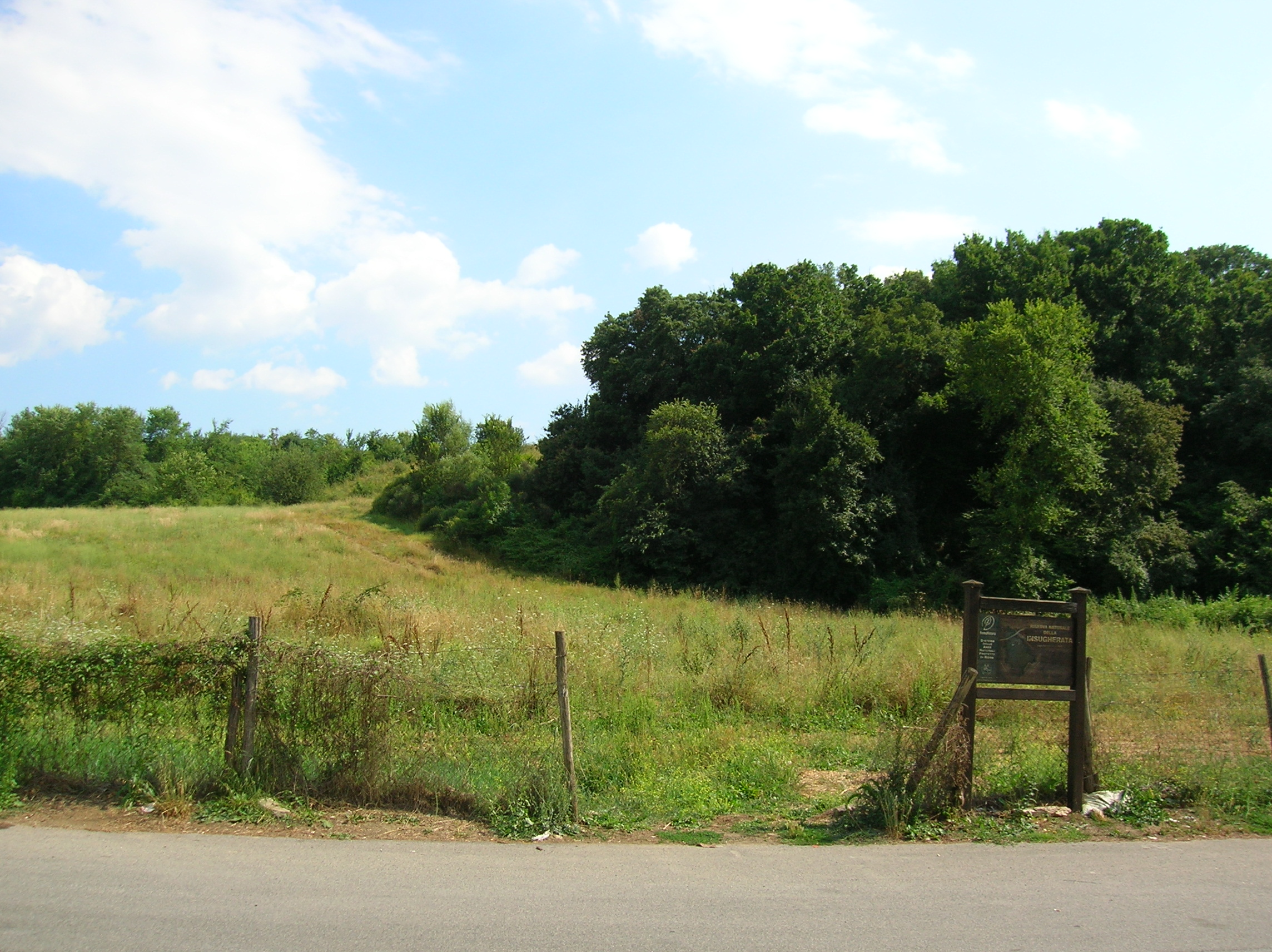